# Alessio De Leonardis
Alessio De Leonardis (Roma, 12 febbraio 1982) è un regista e sceneggiatore italiano, vincitore nel 2022 del premio Ciak d'oro per il migliore esordio alla regia.

## Biografia
Cresciuto nella periferia romana, tra i quartieri di La Rustica e Colle Prenestino, si appassiona sin da bambino al mondo del cinema. Dopo gli studi classici, si iscrive all'Università del D.A.M.S. che poi interrompe per studiare regia cinematografica. La sua carriera inizia nel 2003 come assistente alla regia, e dal 2005 come aiuto regista arrivando, tra il 2016 e il 2017, a lavorare al fianco di Marco Risi e di Paolo e Vittorio Taviani. Nel 2018 è aiuto regista di Gabriele Mainetti nel film pluripremiato Freaks Out.
Nel 2006 fa il suo esordio alla regia con il cortometraggio Boomerang.
Nel 2013 inizia una serie di collaborazioni con Fabrizio Moro, firmando la regia di alcuni video musicali. Questa attività lo porterà poi, nel 2021, a scrivere e dirigere insieme al cantautore il film Ghiaccio, che ottiene il riconoscimento dei principali premi cinematografici nazionali. Nello stesso anno, sempre insieme a Fabrizio Moro realizza il cortometraggio Sogni di rock 'n' roll di Luciano Ligabue, presentato in anteprima alla Festa del Cinema di Roma.
Nel 2024 esce Martedì e venerdì, opera seconda, nuovamente scritta e diretta insieme a Fabrizio Moro.

## Filmografia

### Regista e sceneggiatore

#### Cinema
- Soldato semplice, in collaborazione con Paolo Cevoli (2014)
- Sarò Franco - Una vita un po' porno (2021) - documentario
- Ghiaccio, co-diretto con Fabrizio Moro (2022)
- Martedì e venerdì, co-diretto con Fabrizio Moro (2024)

#### Video musicali
- L'inizio in studio, live in studio dell'album L'inizio di Fabrizio Moro (2013)
- L'eternità, di Fabrizio Moro (2013)
- Il senso di ogni cosa (2020 Version), co-diretto con Fabrizio Moro (2020)
- Melodia di giugno (2020 Version), co-diretto con Fabrizio Moro (2020)
- Sogni di rock 'n' roll (Ligabue) - cortometraggio, co-diretto con Fabrizio Moro (2021)
- Sei tu, co-diretto con Fabrizio Moro (2022)
- Oggi, co-diretto con Fabrizio Moro (2022)
- Senza di te, co-diretto con Fabrizio Moro (2022)

### Aiuto regista

#### Cinema
- Nemici per la pelle, di Rossella Drudi (2006)
- Il punto rosso, di Marco Carlucci
- Il sole nero, di Krzysztof Zanussi (2007)
- Scrivilo sui muri, di Giancarlo Scarchilli (2007)
- Il peso dell'aria, di Stefano Calvagna (2008)
- Il passato è una terra straniera, di Daniele Vicari (2008)
- I baci mai dati, di Roberta Torre (2010)
- Qualche nuvola, di Saverio Di Biagio (2011)
- Ho amici in Paradiso, di Fabrizio Maria Cortese (2016)
- Ovunque tu sarai, di Roberto Capucci (2017)
- Una questione privata, di Paolo Taviani (2017)
- Appena un minuto, di Francesco Mandelli (2019)
- Freaks Out, di Gabriele Mainetti (2021)
- Mio fratello, mia sorella, di Roberto Capucci (2021)

#### Televisione
- Un caso di coscienza, di Luigi Perelli (2005-2006)
- Io non dimentico, di Luciano Odorisio (2007)
- Il falco e la colomba, di Giorgio Serafini (2009)
- Baciati dall'amore, di Claudio Norza (2011)
- Pupetta - Il coraggio e la passione, di Luciano Odorisio (2013)
- L'Aquila - Grandi speranze, di Marco Risi (2019)
- Chiara Lubich - L'amore vince tutto, di Giacomo Campiotti (2021)

### Assistente alla regia

#### Cinema
- Concorso di colpa, di Claudio Fragasso (2005)

#### Televisione
- Orgoglio 2, di Giorgio Serafini (2005)

## Libri
- Mi ricordo che ero morto (2011)

## Premi e riconoscimenti

### - Ghiaccio (2022)
- Ciak d'oro
  - Premio Migliore esordio alla regia
- Capri Hollywood
  - Premio Capri Art Award
- Globo d'oro
  - Candidatura a Miglior film
- Nastro d'argento
  - Candidatura a Migliore canzone originale
- Roseto opera prima
  - Premio Miglior regista esordiente
- Premio Caligari
  - Candidatura a Miglior film di genere dell'anno
- Premio Roma Videoclip
  - Premio SIAE Roma Videoclip per Sei tu